# Копенкувате
Копенкува́те — село в Україні, у Підвисоцькій сільській громаді Голованівського району Кіровоградської області. Населення становить 975 осіб. Колишній орган місцевого самоврядування — Копенкуватська сільська рада,

## Історія
В книзі 1895 року, автором якої є В.Б.Антонович, яка має назву "Археологічна мапа Київської губернії"  зазначено, що в селі є 7 курганів. В 1853 році було знайдено погріб, в якому стояли рядами більше 30 гостродонних амфор.
В книзі Похилевича 1864 року "Сказання про населені місцевості Київської губернії" вказано, що Копенковата село між селами Перегонівкою та Підвисоким, в 5 верстах від кожного, при ручаї, який впадає в р. Ятрань в селі Перегонівка. Всього мешканців 812, т. е. 862, євреїв 13; землі 2802 десятини. Назву село отримало від того, що в одній з древніх могил викопали були в давнину гроші. Церква Покровська, дерев'яна, 6 класу; землі має з хутором 83 десятини. Збудована 1779 року.

## Населення
Згідно з переписом УРСР 1989 року чисельність наявного населення села становила 1076 осіб, з яких 489 чоловіків та 587 жінок.
За переписом населення України 2001 року в селі мешкали 974 особи.

### Мова
Розподіл населення за рідною мовою за даними перепису 2001 року:
| Мова       | Відсоток |
| ---------- | -------- |
| українська | 98,56 %  |
| російська  | 1,13 %   |
| білоруська | 0,21 %   |